# Часник подільський
Часни́к поді́льський, або цибу́ля поді́льська (Allium podolicum) — багаторічна рослина родини цибулевих, спорадично поширена у Південній, Центральній та Східній Європі. Рідкісний вид, занесений до регіональних Червоних списків та Червоних книг Молдови, України, Росії. Господарського значення не має, хоча листки їстівні й можуть бути використані як овоч. У селекції вид може бути застосований для гібридизації з іншими видами цибулі, як постачальник цінних «диких» генів.

## Опис
Багаторічна трав'яниста рослина заввишки 20-50 см, геофіт. Підземні органи представлені цибулиною. Стебло до середини, а інколи й вище, вкрите гладенькими листковими піхвами. Листки сидячі, прості, вузьколінійні, згорнуті уздовж.
Суцвіття — зонтик, огорнутий дводільним покривалом, витягнутим у ниткоподібний носик. Квітки розташовані на квітконіжках різної довжини, які під час цвітіння пониклі, а при достиганні плодів стають прямостоячими. Листочки оцвітини завдовжки 4,5-5,5 мм, блискучі, блідо-рожеві або білувато-кремові. Тичинкові нитки майже дорівнюють довжині пелюсток. На відміну від інших видів цибулі, яким часто притаманне утворення дочірніх цибулинок у суцвітті, часник подільський такі цибулинки ніколи не утворює.
Плід — коробочка.

## Поширення
Часник подільський належить до рослин із досить широким, але розчленованим ареалом. Центром розповсюдження цього виду є українське Поділля, від якого, власне, і походить його назва. Крім Поділля, ця рослина також трапляється у прилеглих до нього областях Західної України: Житомирській, Тернопільскій, Івано-Франківський. За межами цього історичного осередку розташовані ізольовані популяції. Наприклад, в межах України цей вид також знайдено у Дніпропетровській та Запорізькій областях, а за межами країни часник подільський зростає на півночі Румунії, у Молдові, Центральній та Південній Європі (хоча в Угорщині не знайдений). На теренах Росії вид спорадично поширений на півдні та в центрі європейської частини країни, де північна межа ареалу проходить через Тульську, Московську, Рязанську й Тамбовську області.

## Екологія

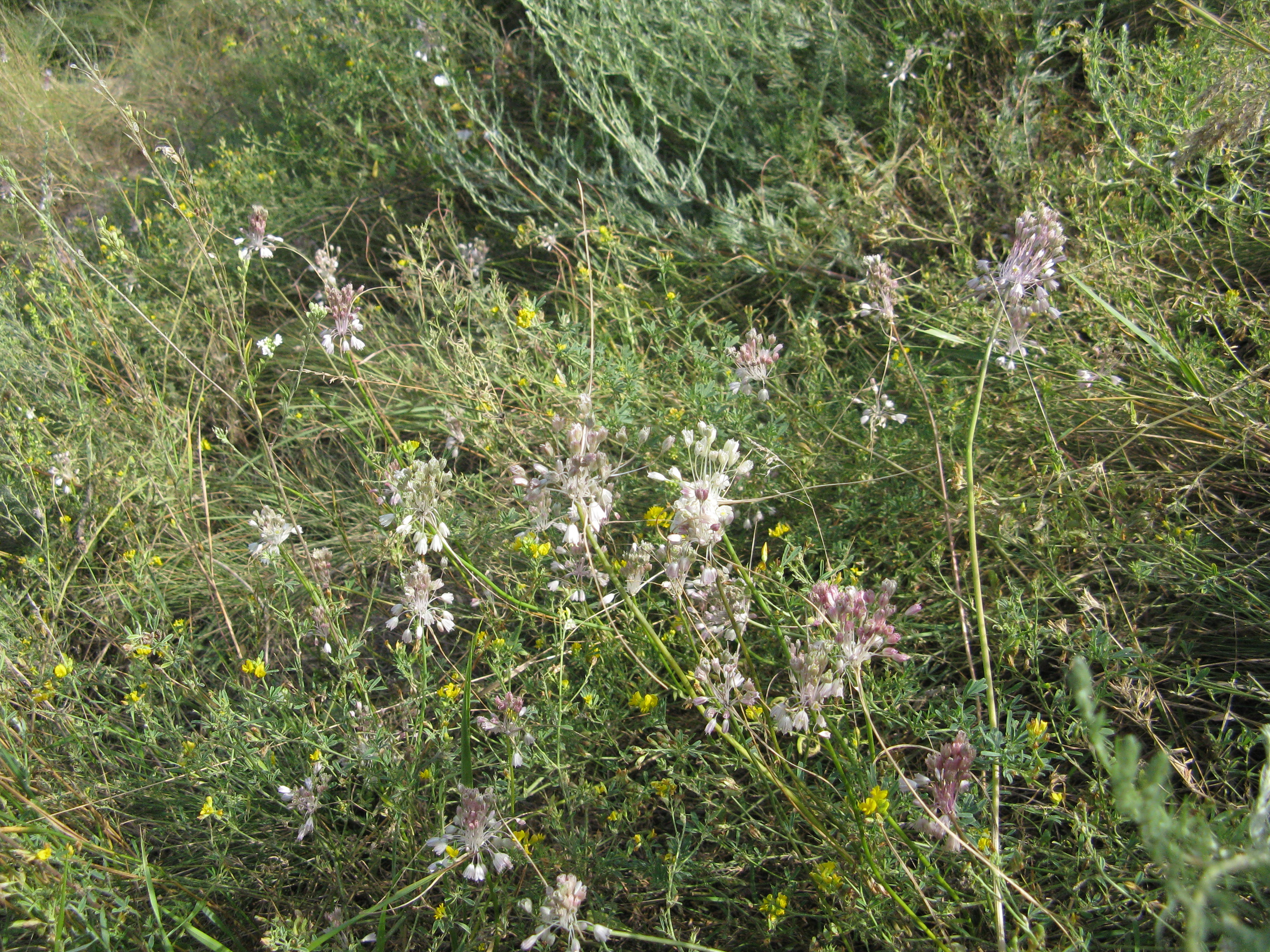
Часник подільський у природному середовищі — на виходах аркозових пісковиків поблизу Кривого Рога.

Рослина посухостійка (ксерофіт), світлолюбна, морозостійка. Віддає перевагу чорноземам, утвореним на карбонатних породах із неглибоким шаром продуктів руйнування, хоча може траплятися і на піщаних ґрунтах. На історичній батьківщині — Поділлі — цей вид формує специфічні рослинні угруповання, приурочені до ерозійних верхівок товтр. У цих умовах часник подільський утворює процвітаючі популяції із проективним покриттям від 10 до 45 %, здебільшого розріджені й освітлені. Крім того, в цій місцевості часник подільський трапляється як асектатор у степових та лучно-степових фітоценозах, в яких панують злаки, а також — у багатовидових трав'янистих угрупованнях із переважанням дводольних рослин. Далі на схід він зростає у типчаково-різнотравних степах, на півночі ареалу — на трав'яних схилах південної експозиції, на півдні також трапляється на узліссях соснових борів. Загалом вид входить до складу трьох рослинних угруповань, що належать до союзів Alysso-Sedion, Cirsio-Brachypodion pinnati та Geranion sanguinei. Разом із часником подільським найчастіше зростають костриця валіська, самосил гайовий, ласкавець серпоподібний, айстра степова.
Вид розмножується насінням. Цвітіння триває з кінця червня по серпень. Плодоношення відбувається у серпні.

## Значення і статус виду
Господарського значення не має, хоча листки їстівні і можуть бути використані як овоч. У селекції вид може бути застосований для гібридизації з іншими видами цибулі, як постачальник цінних «диких» генів.
Загальний стан виду не викликає занепокоєнь, проте в окремих регіонах відмічено скорочення чисельності, внаслідок чого часник подільський занесений до Червоних списків Запорізької, Дніпропетровської, Вінницької, Хмельницької, Тернопільської, Івано-Франківської областей України, а також до Червоних книг Молдови, Тульської області Росії. Чинниками, що негативно впливають на стан популяцій є надмірне випасання худоби, щорічний сінокіс в одну й ту ж пору року, біля кордонів ареалу — низька природна конкурентоспроможність виду, витіснення його з ділянок із густим трав'яним покривом.

## Таксономія
Часник подільський належить до видової групи Allium paniculatum L. Первинно цей таксон був описаний з південної частини Поділля в 1905 році як підвид часнику волотистого (Allium paniculatum L. var. podolicum Asch. et Graebn.), але в 1919 році визнаний як самостійний вид.
За відомостями сайту The Plant List для цього виду був зареєстрований лише один науковий синонім — Allium podolicum Blocki ex Racib., який науковою спільнотою визнаний недійсним.